# Coupe de Bosnie-Herzégovine de basket-ball
La coupe de Mirza Delibašić est une compétition de basket-ball organisée annuellement par la Fédération de Bosnie-Herzégovine de basket-ball.

## Palmarès
- 1994 KK Sloboda Tuzla
- 1995 KK Sloboda Tuzla
- 1996 KK Sloboda Tuzla
- 1997 KK Sloboda Tuzla
- 1998 HKK Široki
- 1999 KK Sloboda Tuzla
- 2000 KK Borac Banja Luka
- 2001 KK Sloboda Tuzla
- 2002 HKK Široki
- 2003 HKK Široki
- 2004 HKK Široki
- 2005 KK Bosna
- 2006 HKK Široki
- 2007 KK Igokea
- 2008 HKK Široki
- 2009 KK Bosna
- 2010 KK Bosna
- 2011 HKK Široki
- 2012 HKK Široki
- 2013 KK Igokea
- 2014 HKK Široki
- 2015 KK Igokea
- 2016 KK Igokea
- 2017 KK Igokea
- 2018 KK Igokea
- 2019 KK Igokea
- 2020 OKK Spars
- 2021 KK Igokea
- 2022 KK Igokea
- 2023 KK Igokea
- 2024 KK Bosna
- 2025 KK Igokea

## Bilan par club
| Club                | Victoires | Années                                                           |
| ------------------- | --------- | ---------------------------------------------------------------- |
| KK Igokea           | 11        | 2007, 2013, 2015, 2016, 2017, 2018, 2019, 2021, 2022, 2023, 2025 |
| HKK Široki          | 9         | 1998, 2002, 2003, 2004, 2006, 2008, 2011, 2012, 2014             |
| KK Sloboda Tuzla    | 6         | 1994, 1995, 1996, 1997, 1999, 2001                               |
| KK Bosna            | 4         | 2005, 2009, 2010, 2024                                           |
| KK Borac Banja Luka | 1         | 2000                                                             |
| OKK Spars           | 1         | 2020                                                             |